# 荀霬
荀霬（？—？），颍川郡颍阴县（今河南省许昌市）人，尚书令荀彧的孙子，虎贲中郎将荀惲的次子。
荀霬的母亲是曹操之女安阳公主，大哥是散骑常侍、广阳乡侯荀甝。荀霬作为魏文帝曹丕的外甥，受到宠爱厚待。荀霬娶司马懿和张春华的女儿南阳公主，南阳公主是司马师、司马昭的妹妹，荀霬和司马兄弟亲近友善。荀霬官至中领军，死后追赠骠骑将军，谥号贞侯。

## 家族

### 子
- 荀憺，荀霬长子，任少府。
- 荀恺，字茂伯，荀霬次子，晋武帝时为侍中，位至征西将军
- 荀悝，字茂中，荀霬三子，任护军将军，追赠车骑将军。